# Конзумеризам
Конзумеризам је појам којим се описује став према којем срећа неког појединца зависи од конзумације добара и услуга, односно поседовању материјалних добара. Односи се на претерану тежњу за поседовањем и куповином ствари.
У економији, конзумеризам представља економске политике, којима је циљ подстакнути потрошњу, односно став према којем слободан избор потрошача треба диктирати економску структуру друштва.
Конзумеризам је такође организовани покрет грађана и владиних агенција са циљем заштите потрошача, унапређења права и снаге потрошача у односу према продавачима. Ралф Нејдер је дао највећи допринос развоју конзумеризма као покрета заштите потрошача.
Успон конзумеризма почео је почетком 1960-их у САД, а врхунац је имао пре економске кризе у првој половини двадесетог века. Главна места конзумеризма су трговачки центри. Произвођачи добара теже да подстакну повећану куповину кориштењем маркетинга, рекламирањем производа, у чему велику улогу имају медији. Успех конзумеризма темељи се на уверењу да роба даје значење појединцима и њиховим улогама у друштву. Глобализација је поспешила развој конзумеризма, који је допринео већој конкуренцији, квалитету и понуди производа, али и дехуманизацији друштва. Многе ствари које људи купују служе као вештачки облик сигурности, те многи своју вредност вежу уз ствари које купују. Раст бруто друштвеног производа намеће се као главно мерило економског стања неке земље, па се на све начине настоји подстаћи потрошња, а тиме потрошачки менталитет, конзумистичка филозофија, као начин живота који се задовољава гомилањем непотребних материјалних добара.
Енди Ворхол јавно је славио амерички конзумеризам у својим понављајућим сегментима призора икона популарне културе (Мерилин Монро или Елвиса Преслија).

## Последице потрошачког друштва
Као последица раста потрошње и потрошачког друштва, јавља се велики број еколошких проблема који утичу на одрживи развој заједнице. Најважнији еколошки проблеми су промена климе, недостатак и загађење воде, загађење ваздуха, стварање депонија смећа, претерана употреба хемикалија, миграција ка градовима, расипање енергије.